# Asahi (1899)
Asahi (jap. 朝日  Asahi) – okręt liniowy, przeddrednot Cesarskiej Marynarki Wojennej Wielkiej Japonii z końca XIX w. Został zaprojektowany i zbudowany w Wielkiej Brytanii, jako że japoński przemysł stoczniowy nie był ówcześnie w stanie poradzić sobie z budową tak dużej jednostki. Wkrótce po przybyciu do Japonii został okrętem flagowym głównych sił japońskich. Uczestniczył we wszystkich ważniejszych starciach morskich podczas wojny rosyjsko-japońskiej (1904–1905), odnosząc lekkie uszkodzenia w czasie bitew: na Morzu Żółtym i pod Cuszimą. „Asahi” nie wziął udziału w działaniach wojennych w czasie I wojny światowej, ale uczestniczył w interwencji syberyjskiej w 1918 roku.
Przeklasyfikowany na okręt obrony wybrzeża w 1921 roku, „Asahi” został dwa lata później rozbrojony, zgodnie z postanowieniami traktatu waszyngtońskiego. Służył następnie jako okręt szkolny i baza dla okrętów podwodnych. Przebudowany ponownie na jednostkę ratowniczą dla okrętów podwodnych, został przeniesiony do rezerwy w 1928 roku. Po wybuchu II wojny chińsko-japońskiej przywrócono „Asahi” do czynnej służby pod koniec 1937 roku i wykorzystywano jako transportowiec dla wojska. W następnym roku przebudowano go na jednostkę remontową. Pełnił służbę w okupowanym przez Japończyków Szanghaju, a następnie w zatoce Cam Ranh we Francuskich Indochinach, od końca 1938 do 1941 roku. Na początku 1942 roku okręt został przebazowany do zajętego przez Japonię Singapuru, by pomóc w remoncie uszkodzonego lekkiego krążownika „Naka”, a następnie, w maju, skierowany do Japonii. Podczas rejsu, 26 maja 1942, został storpedowany i zatopiony przez okręt podwodny USS „Salmon” (większość załogi się uratowała).

## Geneza budowy
Doświadczenia z walk podczas wojny chińsko-japońskiej (1894-1895) przekonały japońską Cesarską Marynarkę Wojenną o słabościach doktryny francuskiej Jeune École, której dotąd hołdowały, a która kładła nacisk na użycie torpedowców i lekkich jednostek do atakowania nieprzyjacielskich linii komunikacyjnych jako przeciwwagi dla klasycznych flot, których główną siłą uderzeniową były ciężkie (i kosztowne) jednostki pancerne. W związku z tym, aby odpowiednio wzmocnić flotę w związku z przewidywanym udziałem w przyszłych konfliktach, z początkiem 1896 roku Japonia wdrożyła dziesięcioletni plan rozbudowy floty. Program obejmował budowę sześciu pancerników i sześciu krążowników pancernych jako rdzenia nowej floty; koszty miała pokryć chińska kontrybucja wojenna w wysokości 30 mln funtów, wypłacona po I wojnie chińsko-japońskiej. Japonii brakowało możliwości technologicznych i potencjału przemysłowego, by samodzielnie zbudować te jednostki, dlatego podobnie jak wcześniej zakupione okręty liniowe typu Fuji, pozostałe cztery pancerniki miały także zostać zamówione w Anglii.
Budowie okrętów w Wielkiej Brytanii sprzyjał sojusz brytyjsko-japoński i silna pozycja związanych z marynarką lobbystów w Zjednoczonym Królestwie, świadomych jak duże sumy wpływają na skutek japońskich zamówień. Znaczna część funduszy uzyskanych w ramach kontrybucji wojennej po wojnie chińsko-japońskiej trafiła do brytyjskiego przemysłu stoczniowego. Brytyjczycy zbudowali w tym czasie pancerniki „Fuji”, „Shikishima” (stocznia Thames Ironworks), „Yashima”, „Hatsuse” (zakłady Elswick) i „Mikasa” (Vickers-Maxim w Barrow-in-Furness). Za „Asahi”, piąty pancernik budowany w Wielkiej Brytanii dla Japonii, odpowiedzialna była stocznia Clydebank Engineering & Shipbuilding Company w Clydebank, a powstał on w ramach programu marynarki na 1897 rok.

## Konstrukcja

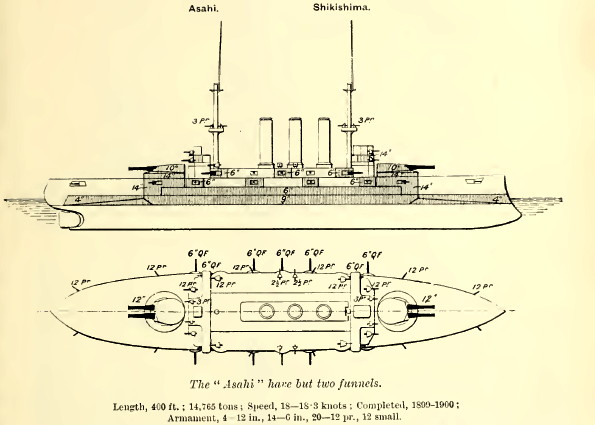
Szkic rozmieszczenia pancerza i uzbrojenia na okrętach typu Shikishima z Brassey's Naval Annual 1915. „Asahi” miał analogiczną konfigurację, ale posiadał tylko dwa kominy.

Konstrukcyjnie „Asahi” oparty był na zmodyfikowanych planach pancerników typu Formidable zbudowanych dla Royal Navy, ale posiadał o dwa sześciocalowe działa więcej. Pełna długość okrętu wynosiła 129,6 m, szerokość 22,9 m, a zanurzenie normalne – 8,3 m; wyporność przy normalnym ładunku wynosiła 15 400 ton (15 200 długich ton). „Asahi” miał dno podwójne na całej długości, podzielone na 55 przedziałów wodoszczelnych. Kadłub był ponadto podzielony na 223 wodoszczelne pomieszczenia. Okręt był przystosowany do roli okrętu flagowego, a jego załoga liczyła (włączając sztab admiralski) 773 oficerów i marynarzy.
Okręt napędzały dwie pionowe maszyny parowe potrójnego rozprężania zbudowane przez firmę  Humphrys, Tennant and Dykes, do których parę dostarczało 25 kotłów typu Belleville o roboczym ciśnieniu pary 17,03 barów (1703 kPa; 247 psi); każda maszyna obracała jedną śrubę. Nominalna moc silników wynosiła 15 000 koni parowych (ihp), przy wymuszonym ciągu, co miało pozwolić osiągnąć prędkość maksymalną 18 węzłów. Podczas prób morskich 23 marca 1900 roku „Asahi”, przy mocy maszyn 16 335 ihp, rozpędził się jednak do 18,3 węzłów. Standardowy zapas węgla wynosił 1000, a maksymalny – 2000 ton (według  innych źródeł, odpowiednio 700 i 1549 ton), co pozwalało  przy prędkości 10 węzłów na zasięg 9000 mil morskich (lub 4000). Wedle prób stoczniowych, zużycie węgla, przy maksymalnym zapasie 2000 ton, zapewniało zasięg 4000 mil przy niemal maksymalnej prędkości 17,5 węzłów. Okręt był wyposażony w trzy napędzane parą prądnice o mocy 4,8 kW (6 KM), sześć reflektorów i 800 lamp żarowych do oświetlenia wewnątrz.
„Asahi” był bardzo zbliżony pod względem budowy do pancerników typu Shikishima. Odróżniał się jednak od nich innym rozplanowaniem maszyn (na skutek czego miał dwa, a nie trzy kominy), lepszym rozkładem przedziałów wodoszczelnych, nowocześniejszym wyposażeniem (metalowe meble, pokłady wyłożone korkiem). Cechowały go jednak częste awarie mechanizmów i nadmierne zużycie węgla.
Głównym uzbrojeniem „Asahi”  były cztery dwunastocalowe (305 mm) armaty, o długości lufy 40 kalibrów (L/40), produkcji Elswick Ordnance Company; te same działa były instalowane na poprzednich japońskich pancernikach. Zamontowane były one parami w dwóch wieżach działowych, w dziobowej i rufowej części nadbudówki. Konstrukcja wież i łóż umożliwiała ładowanie dział przy dowolnym kącie obrotu wieży, przy stałym kącie podniesienia +13,5°. Pole ostrzału każdej wieży wynosiło 240°. Działa wystrzeliwały ważące 386 kg (850 lb) pociski z prędkością wylotową 730 m/s.
Artylerię średniego kalibru stanowiło 12 dział kal. 152 mm (6 cali) o długości lufy 45 kalibrów, strzelające amunicją z łuską (ang. quick firing – QF), pociskami o masie 45 kg (100 lb) z prędkością wylotową 700 m/s. Armaty zamontowane były w kazamatach, osiem na wysokości pokładu głównego, a sześć w nadbudówce. Lekką artylerię, przeznaczoną do obrony przeciw torpedowcom, stanowiło 20 armat 12-funtowych (QF 12-pounder 12 cwt). Działa te strzelały pociskami kalibru 76 mm, o masie 5,7 kg z prędkością wylotową 719 m/s. Działa 76 mm rozmieszczone były następująco: po cztery na pokładzie głównym na dziobie i na rufie; cztery na pokładzie górnym, na śródokręciu i dwie bezpośrednio nad nimi; cztery wokół tylnej i dwie wokół przedniej wieży dowodzenia. W porównaniu do brytyjskich pancerników typu Formidable działa te były bardziej rozproszone, co utrudniało koncentrację ognia, ale uniemożliwiało też zniszczenie kilku naraz przez pojedyncze trafienie (dodatkowo, „Asahi” posiadał o dwie armaty 152 mm i 4 – 76 mm więcej niż jednostki brytyjskie, kosztem mniejszego zapasu węgla). Uzupełniało je osiem 47 mm 3-funtowych armat Hotchkissa zamontowanych na nadbudówce i cztery 47 mm 2,5-funtowe działa, także Hotchkissa, zainstalowane na marsach bojowych (F.T. Jane podaje po sześć dział każdego wagomiaru i dodatkowo 8 km Maxima). Trójfuntówki miotały granaty o masie 1,45 kg (3,19 lb) z prędkością wylotową 587 m/s, a dwu-i-półfuntówki – granaty ważące 1,1 kg (2,5 lb) z prędkością wylotową 430 m/s. Uzbrojenia dopełniały cztery podwodne wyrzutnie torpedowe kalibru 450 mm (18 cali), po dwie na każdej burcie.
Opancerzenie składało się z głównego pasa pancernego ze stali Harveya, wysokiego na 2,44 m (8 stóp), z czego 1,11 m znajdowało się ponad linią wodną przy normalnym zanurzeniu. Centralna, najgrubsza część pasa miała 229 mm (9 cali) i 68,28 m długości. Na końcach okrętu grubość zmniejszała się do zaledwie 102 mm (4 cali). Nad nim umieszczony był pas o grubości 152 mm, łączący barbety wież artylerii głównej. Barbety miały grubość 356 mm (14 cali), a 254 mm (10 cali) za piętnastocentymetrowym pasem pancernym. Pancerz wież miał 254 mm na froncie, 152 mm na bokach i 38 mm (1,5 cala) na dachu. Poprzeczne grodzie łączące barbety z głównym pancerzem wzdłużnym miały grubość 305–356 mm (152 mm na poziomie pokładu dolnego). Kazamaty artylerii średniej osłonięte były piętnastocentymetrowym pancerzem z przodu i pięciocentymetrowym z tyłu. Pokład pancerny miał 64 mm (2,5 cala) grubości w części poziomej, a 102 na skosach. Wieża dowodzenia chroniona była 345 mm stali.
Podobnie jak wszystkie inne pancerniki japońskie tego okresu, „Asahi” wyposażony był w cztery dalmierze optyczne Barr & Stroud FA3 o zasięgu skutecznym ok. 7300 m. Posiadał także artyleryjskie celowniki teleskopowe o 24-krotnym powiększeniu.

## Budowa i służba

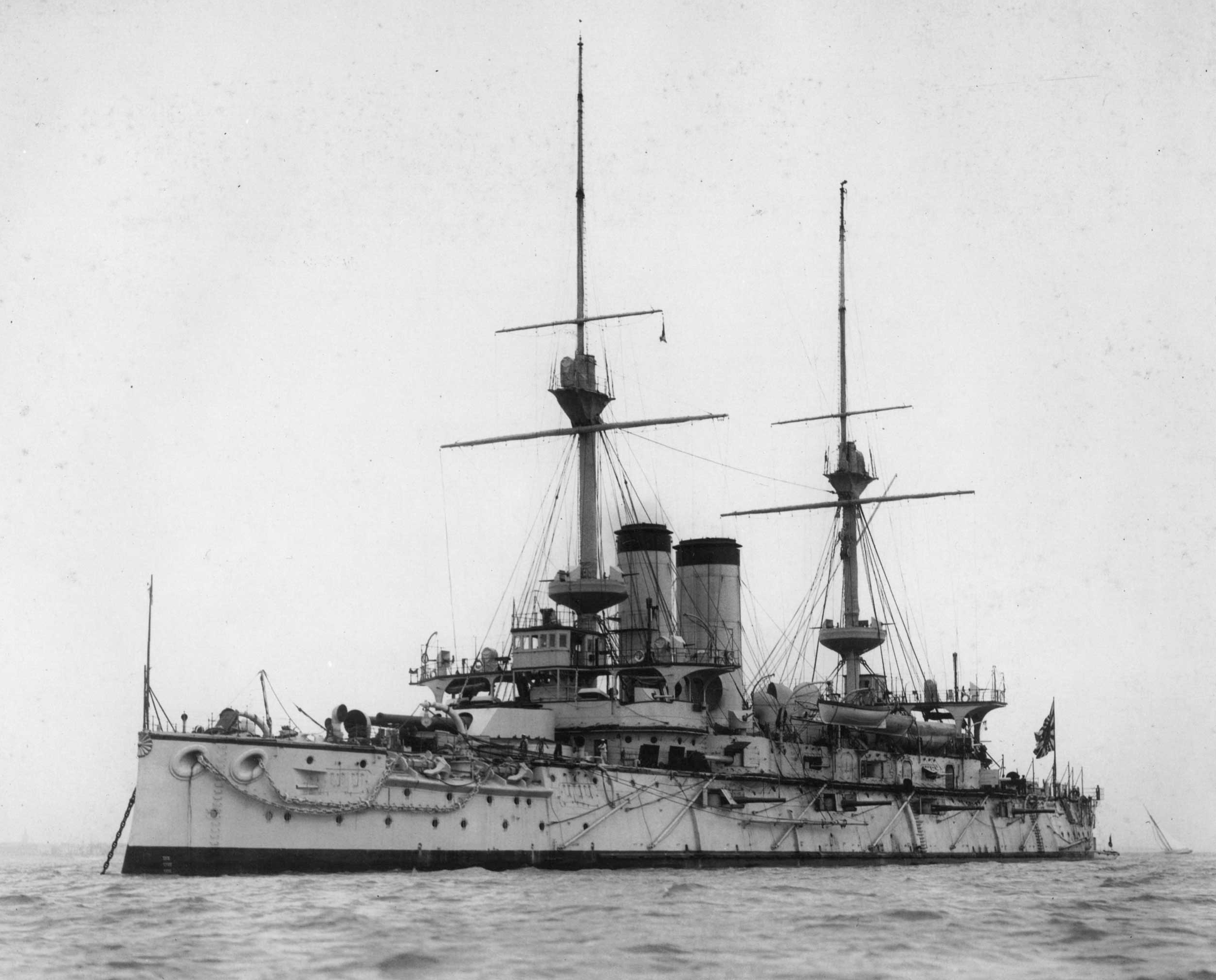
„Asahi” wkrótce po ukończeniu w 1900 r.

Stępkę pod pancernik „Asahi” („poranne, wschodzące słońce” – poetycka nazwa Japonii, pochodząca ze zwrotki wiersza waka), położono 1 sierpnia 1899 roku w Clydebank w Szkocji w stoczni Clydebank Engineering & Shipbuilding Co. Budowy dokończyło przedsiębiorstwo John Brown & Company, które kupiło tę stocznię w międzyczasie. Okręt został zwodowany 13 marca 1899 roku i ukończony 31 lipca 1900 roku.
Na próbach morskich przeprowadzonych pod koniec marca 1900 roku okręt osiągnął 6,69 węzła przy 613 ihp, 9,28 węzła przy 1610 ihp, a 13,06 węzła przy 4355 ihp. Prowadzone dwa dni później próby zużycia paliwa wskazały, że mimo wysokiej fali i silnego wiatru, okręt rozpędzał się do 17,5 węzła, osiągając moc maszyn 12 947 ihp i zużywając zaledwie 1,59 funta (0,72 kg) węgla na koń mechaniczny na godzinę. Po oczyszczeniu kotłów w Plymouth, „Asahi” odbył cykl prób maksymalnej mocy maszyn, w czterech przebiegach dystansu 12,26 mili morskiej między Start Point i Berry Head, osiągając 16 000 KM. Prędkości w kolejnych przebiegach wynosiły odpowiednio 17,92 w., 18,65 w., 18,08 w. i 18,3 w., przy czym w pierwszym i trzecim okręt płynął pod silny wiatr. Po zakończeniu prób szybkościowych odbyły się próby zwrotów na pełnej szybkości ze sterowaniem maszynowym i – z prędkością nieco zredukowaną do 15 węzłów – ręcznym. Okręt wrócił następnie do Spithead, z niemal maksymalną prędkością 17 węzłów, wykonując po drodze testy zatrzymań, startów i biegu wstecznego.
Prace wykończeniowe uległy trzymiesięcznemu opóźnieniu, kiedy na skutek wejścia na mieliznę w okolicach Southsea (po próbach morskich), „Asahi” uszkodził poszycie dna. Ukończywszy naprawy w Portsmouth, pancernik, w dniu zakończenia prac, wypłynął z Anglii i 23 października 1900 roku przybył do Yokosuki. 22 maja 1901 roku „Asahi” został okrętem flagowym Stałej Floty w składzie 1. Eskadry Pancerników 1. Floty, reaktywowanej 28 grudnia 1903 roku Połączonej Floty.

### Początek wojny rosyjsko-japońskiej
Na początku konfliktu, „Asahi”, dowodzony przez komandora Hikohachi Yamadę, znajdował się w składzie 1. Eskadry Pancerników 1. Floty. 9 lutego 1904 roku wiceadmirał Heihachirō Tōgō poprowadził 1. Flotę do ataku na rosyjskie okręty Floty Oceanu Spokojnego, zakotwiczone na redzie Port Artur. Tōgō spodziewał się, że Rosjanie będą osłabieni i zdezorganizowani, co pozwoli japońskim torpedowcom zadać im bardzo poważne straty. Rosjanie jednak byli przygotowani i gdy patrolujący podejścia do twierdzy krążownik pancernopokładowy „Bojarin” dostrzegł siły japońskie, podnieśli alarm. Tōgō zdecydował się skierować główne uderzenie na twierdzę, dlatego artyleria główna okrętów japońskich ostrzeliwała forty, a przeciw okrętom rosyjskim zostały skierowane działa artylerii średniej. Podział ognia nie był dobrym pomysłem, bo choć obie strony osiągnęły wiele trafień, japońskie pociski kal. 203 i 152 mm nie wyrządziły wielkich szkód jednostkom rosyjskim (które straciły 17 ludzi), podczas gdy Japończycy mieli 60 rannych i zabitych, zanim Tōgō zdecydował się na odwrót. „Asahi” nie został trafiony podczas tego starcia.
Pancernik uczestniczył w kolejnym starciu koło Port Artur, gdy 13 kwietnia adm. Tōgō udało się wywabić z portu część Eskadry Pacyfiku pod dowództwem wiceadmirała Stiepana Makarowa, który podniósł swoją flagę na „Pietropawłowsku”. Makarow, zauważywszy pięć japońskich pancerników 1. Eskadry, zawrócił do bazy, ale jego okręt flagowy wpadł na postawione przez Japończyków pole minowe. Na okręcie wybuchły magazyny amunicyjne i „Pietropawłowsk” zatonął dwie minuty później, zabierając ze sobą 677 członków załogi, w tym dowódcę. Zachęcony tym sukcesem, Tōgō podjął kolejne próby ostrzału twierdzy, w odpowiedzi na co Rosjanie postawili swoje pola minowe, na których w następnym miesiącu zatonęły dwa japońskie pancerniki – „Hatsuse” i „Yashima”.

### Bitwa na Morzu Żółtym
10 sierpnia floty obu stron spotkały się w bitwie na Morzu Żółtym. „Asahi”, pod dowództwem kmdr. Tsunaakiry Nomoto, płynął jako drugi w linii, za okrętem flagowym „Mikasą”, i był przez to jednym z głównych celów dla rosyjskich pancerników. Na początku starcia radio „Mikasy” zostało zniszczone na skutek rosyjskiego trafienia i admirał Togo sygnalizował komendy najpierw na „Asahi”, który następnie nadawał je przy użyciu radia, do pozostałych okrętów. Dwie godziny po początku bitwy, o 14.50 „Asahi” otrzymał jedyne w bitwie trafienie, które zraniło dwóch marynarzy. Podczas wieczornej fazy bitwy, poważniejszym uszkodzeniem było zniszczenie obydwu dział artylerii głównej wieży rufowej, w lufach których, o 18.10, rozerwały się wadliwe pociski. „Asahi” skupił swój ogień na pancernikach „Połtawa” i „Cesariewicz”, ale ponieważ japońskie granaty detonowały przy pierwszym uderzeniu i nie przebijały pancerzy, obydwa okręty zostały tylko lekko uszkodzone. Jedno z trafień miało wszakże decydujący wpływ na losy starcia: przed zmierzchem, o godz. 18.40 305 mm granat „Asahi” eksplodował na mostku rosyjskiego okrętu flagowego „Cesariewicz”, zabijając dowódcę Eskadry Pacyfiku, wadm. Wilgelma Vitgefta, dwóch jego oficerów sztabowych, a raniąc dowódcę okrętu, kmdr. Iwanowa (J. Dyskant podaje godz. 17.37, co wynika z użycia innej strefy czasowej). Kilka minut później, drugi granat uszkodził wieżę dowodzenia – zginął sternik i zablokowane zostało urządzenie sterowe. Okręt skręcił w prawo, równocześnie zwalniając i zatrzymując się. Nieoczekiwany manewr spowodował chaos wśród rosyjskich okrętów. Zastępca dowódcy, kontradmirał książę Pawieł Uchtomski, odzyskał w końcu panowanie nad pozostałymi jednostkami i zawrócił z powrotem do Port Artur.
Niecałe dwa miesiące później, 26 października, „Asahi” wpadł na minę podczas patrolu blokadowego pod rosyjską bazą. Poważnie uszkodzony okręt spędził pół roku (od listopada 1904 do kwietnia 1905) na remoncie w Sasebo. W międzyczasie rosyjskie siły morskie na Dalekim Wschodzie zostały zniszczone lub zneutralizowane i Rosjanie zostali zmuszeni do wysłania do Azji okrętów wydzielonych z Floty Bałtyckiej, które jednak nie przybyły przed majem.

### Bitwa pod Cuszimą

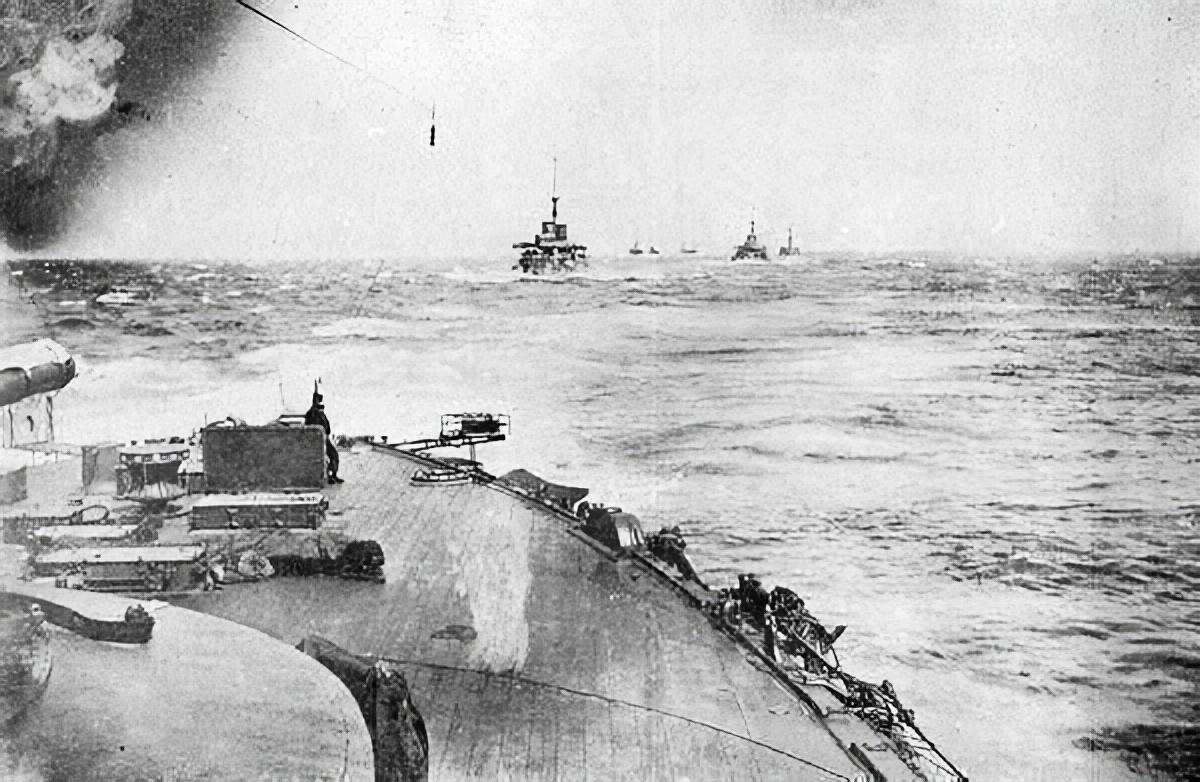
Flota japońska płynąca na spotkanie Floty Bałtyckiej w Cieśninie Cuszimskiej

W bitwie pod Cuszimą w dniu 27 maja 1905 roku, „Asahi” znów podążał w szyku za „Mikasą”, tym razem walcząc z Drugą i Trzecią Eskadrą Pacyfiku. „Mikasa” otworzył ogień do rosyjskiego okrętu flagowego „Kniaź Suworow” o 14:10. Wkrótce potem dołączył do niego „Asahi” i krążownik pancerny „Azuma”. W ciągu godziny japoński ogień spowodował na ostrzeliwanym pancerniku poważny pożar i poważnie ranił dowódcę rosyjskiej floty, wiceadm. Zinowija Rożestwienskiego. Tylna wieża dział 305 mm „Kniazia Suworowa” została zniszczona, a zacięcie steru spowodowało, że okręt wyszedł z szyku. W tej fazie bitwy „Asahi” nie poniósł żadnych uszkodzeń, ponieważ Rosjanie koncentrowali swój ogień na „Mikasie”. Tōgō zdołał postawić poprzeczkę nad T, przecinając kurs rosyjskiej eskadry. Ster „Kniazia Suworowa” został później naprawiony, ale kilka razy okręt zabłąkał się między rosyjskie i japońskie linie i został poważnie uszkodzony. W drugiej części bitwy „Asahi” walczył głównie z pancernikami „Borodino” i „Orioł”, aczkolwiek to trafienie z „Fuji” spowodowało eksplozję magazynów amunicji, która zatopiła „Borodino”. „Asahi” wystrzelił więcej pocisków artylerii głównej (142), niż którykolwiek inny okręt w czasie bitwy. Sam został sześciokrotnie trafiony, ale uszkodzenia nie były poważne. Dwa trafienia pociskami kal. 152 i czterema mniejszymi zabiły 8 i raniły 23 członków załogi z łącznych strat japońskich wynoszących tylko 110 zabitych i 590 rannych w czasie całej bitwy. Japońska flota całkowicie rozgromiła rosyjskie ugrupowanie: z dwunastu rosyjskich pancerników, osiem zatonęło, a cztery się poddały i zostały następnie wcielone do japońskiej służby.
Komandor William Christopher Pakenham, oficjalny obserwator wojskowy z ramienia Royal Navy (sojusznika Japończyków na mocy układu z 1902 roku), prowadził notatki na temat bitwy, siedząc na leżaku na odkrytym pokładzie „Asahi”. Jego raport potwierdził wyższość japońskiego wyszkolenia i taktyki i przyczynił się do rozpropagowania wieści o japońskim zwycięstwie w krajach Europy Zachodniej.

### Okres międzywojenny i interwencja na Syberii
Wkrótce po wojnie „Asahi” był krótko okrętem flagowym Togo, który właśnie na tym okręcie zakończył swoją służbę na morzu, przechodząc na stanowisko Szefa Sztabu Marynarki.
W 1908 roku „Asahi” był wśród japońskich okrętów eskortujących amerykańską Wielką Białą Flotę podczas jej marszu przez wody wokół Japonii, będącego częścią wielkiego rejsu dookoła świata. W latach 1908 i 1910–1911 okręt wchodził w skład 1. Floty. W 1914 roku pełnił funkcję szkolnego okrętu artyleryjskiego, a w 1917 został przezbrojony z dział brytyjskich na japońskie, i w tym samym roku otrzymał przydział do 5. Eskadry 3. Floty. Rok później pancernik został okrętem flagowym swojej eskadry i uczestniczył w japońskiej interwencji na Syberii podczas rosyjskiej wojny domowej. Eskortował transportowce z wojskiem na rosyjski Daleki Wschód i pełnił służbę dozorową na Kamczatce od stycznia do sierpnia 1918 roku. 1 sierpnia 1921 roku „Asahi” został przeklasyfikowany na pancernik obrony wybrzeża, a rok później, zgodnie z postanowieniami traktatu waszyngtońskiego rozpoczęto w Yokosuce jego rozbrajanie. 1 kwietnia 1923 roku ponownie go przeklasyfikowano, tym razem na okręt szkolny i bazę dla okrętów podwodnych, a w lipcu dokończono rozbrajanie jednostki. Po utracie dział i pancerza wyporność zmniejszyła się do 11 625 t (11 441 długich ton), a prędkość została ograniczona do 12 węzłów.
Dowództwo marynarki zdecydowało o przekształceniu „Asahi” w jednostkę ratowniczą dla okrętów podwodnych i od lutego do sierpnia 1925 roku trwała pierwsza faza jego przebudowy, polegająca na montażu specjalistycznych urządzeń ratowniczych. W drugiej fazie, między rokiem 1926 a październikiem 1927, 25 kotłów typu Belleville zostało zastąpionych czterema kotłami Kanpon typu RO w stoczni wojennej w Kure. Usunięto także jeden z kominów i zamontowano dwa wielkie żurawie. Z pomocą starego niemieckiego okrętu podwodnego O-1 (ex-SM U-125) przeprowadzono eksperymenty z podnoszeniem z dna jednostki podwodnej. W maju 1928 roku na przednim pokładzie „Asahi” zainstalowano katapultę o długości 19 m na sprężone powietrze i przeprowadzono udane eksperymenty ze startem wodnosamolotu Nakajima E2N. Ze względu na powtarzające się wypadki, wymieniono ją następnie na model wykorzystujący gazy prochowe. Po zakończeniu prób w 1928 roku „Asahi” przeszedł do rezerwy.

### II wojna chińsko-japońska i II wojna światowa
Przeklasyfikowany 16 sierpnia 1937 roku na okręt naprawczy, „Asahi” został w listopadzie powołany do służby czynnej w związku z incydentem przy moście Marco Polo, który rozpoczął II wojnę chińsko-japońską i służył jako transportowiec dla wojsk wysadzonych w zatoce Hangzhou. Następnie rozpoczęto jego przebudowę na jednostkę remontową w Kure, którą zakończono 18 grudnia 1938 roku. „Asahi” otrzymał atrapy luf dział artylerii głównej w obu wieżach (dziobowej i rufowej), by przypominał stary pancernik, przed przybyciem do Szanghaju 29 grudnia. W maju 1939 roku okręt został przekształcony w transportowiec torped, a od 29 maja do 7 listopada 1940 roku pełnił służbę patrolową. Przebazowany do zatoki Cam Ranh we Francuskich Indochinach, poczynając od 15 listopada 1940 roku, przewiózł tam następnie (między 19 listopada a 7 grudnia 1941) oddziały 11. Jednostki Bazowej z Kure.
Od 13 marca 1942 roku „Asahi” stacjonował w Singapurze i w kwietniu uczestniczył w naprawie lekkiego krążownika „Naka”, storpedowanego niedaleko Wyspy Bożego Narodzenia przez okręt podwodny USS „Seawolf”. 22 maja opuścił Singapur i udał się do Kure w eskorcie ścigacza okrętów podwodnych CH-9. Nocą z 25 na 26 maja 1942 roku, okręty japońskie zostały dostrzeżone przez USS „Salmon” ok. 160 km na południowy zachód od przylądka Padaran (obecnie Mũi Dinh, Wietnam). „Salmon” wystrzelił cztery torpedy, z których dwie trafiły w środkową kotłownię i rufę. Wkrótce po trafieniu, o 01:03 „Asahi” zatonął na pozycji 9°37′N 109°00′E/9,616667 109,000000. Zginęło 16 marynarzy, kilku zaginęło; 583 członków załogi, z kapitanem okrętu, zostało uratowanych przez CH-9.